# Упырь
Упы́рь (от праслав. *ǫpirь, ст.‑слав. ѫпырь), также вурдала́к, вампи́р, кровосо́с — общеславянский мифологический персонаж, заложный покойник, встающий по ночам из могилы; он вредит людям и скоту, пьёт их кровь, наносит ущерб хозяйству.
Наиболее сильно вера в упырей была распространена на территории Южной Руси (современная Украина). Считалось, что они могут вызвать голод, мор, засуху. Упырь приблизительно соответствует вампиру в западноевропейской мифологии и имеет много общего с вурдалаком в восточнославянской традиции, однако в XIX веке эти персонажи чётко различались[чем?].

## Этимология
Исследователи сходятся на том, что слова́ вампир и упырь — общего происхождения, но уже с праформой налицо неясности (*ǫpirъ? *ǫpyrъ? *ǫpěrь?). Начальный носовой звук, как считается, в большинстве славянских языков дал [u] (откуда рус. упырь, укр. упир, бел. вупыр, чеш. upír; из зап.-слав. языков — ст.-польск. upir и совр. пол. upiór), а в некоторых сохранился, получив дополнительно протетическое [в] (ст.-болг. въпиръ, ст.-польск. wąpierz). Из южнославянских языков (сербохорв. вампир / vampir) (возможно через венг. vampir) через нем. vampir (где появилось в 1732 году) слово заимствовано в западноевропейские языки (фр. vampire, англ. vampire). В начале XX века вторично заимствованы современные западно- и восточнославянские формы: рус. вампир, пол. wampir и т. п. — из популярного англоязычного романа «Дракула» 1897 года.
Английское слово vampire заимствовано (возможно, через фр. vampire) из нем. Vampir, которое в свою очередь было заимствовано в начале XVIII века из серб. вампир, или, согласно некоторым источникам, из венг. vámpír. Сербские и венгерские формы имеют параллели в фактически всех славянских языках. Болгарское вампир, вапир пол. wąpierz и (возможно появившееся под восточнославянским влиянием) upior, чеш. upír, рус. упырь, бел. упір, укр. упирь, от ст.‑слав. упирь.
Этимология остаётся неопределённой. Славянское слово, возможно, как и сходное с ним русское нетопырь, пришло из праиндоевропейского корня со значением «летать». Исходное значение слова также неясно: одни связывают со словом упырь от ст.‑слав. ѫпырь, другие — с корнем слов пари́ть, перо (ср. со ст.-польск. wąpiory «пернатый», и с рус. нетопырь).
Неясность этимологии славянской лексемы упырь, которую отмечают многие лексикографы, по одной из версий, может объяснять её заимствование из тюркских языков, в частности, из татарского, в котором словарями зафиксировано наличие производящей морфемы, имеющей семантику, соответствующую характеру мифологического персонажа, злого сверхъестественного существа (см. тат. убыр — «кровожадное демоническое существо»). Востоковед В. В. Радлов (1893) сопоставлял славянское упырь и татарское убыр, опираясь на семантику, так как убыр — «мифическое существо», и лексима восходит к корню уп-, который в свою очередь, имеет значения: 1) «всасывать в себя», 2) «проглотить», 3) «глотать с жадностью», 4) «пожирать», 5) «много и без пользы уничтожать». То есть убыр — существо мифического происхождения, которое высасывает, пожирает, уничтожает; это те же характеристики, посредством которых описывается славянский упырь. Этой версии придерживались ряд лингвистов, она нашла отражение в толковом словаре Ушакова: «Упырь, -я, м. (тат. ubьr — злой дух; обжора)». Однако, по мнению лингвиста Макса Фасмера, толкование из тат. ubyr сомнительно в фонетическом отношении. Существует также версия, что слово составлено из древнего отрицания «у», и корня, родственного греческому «пир» (огонь), таким образом означая мертвеца несожжёного, и, соответственно, неупокоившегося.

## Поверья
Вера в упырей связана с представлениями о существовании двух видов покойников: тех, чья душа после смерти нашла успокоение на «том свете», и тех, кто продолжает своё посмертное существование на границе двух миров.
Считалось, что упырями становятся люди, бывшие при жизни оборотнями, колдунами, или же те, кто был отлучён от церкви и предан анафеме (еретик, богоотступник, некоторые преступники, например маньяки), некрещёные дети. Также упырём мог стать погибший насильственной смертью, совершивший самоубийство, подвергшийся нападению упыря, тот, чьё тело осквернило животное.
Согласно поверью, ночью упыри встают из своих могил и ходят по земле, благодаря своему человекоподобному виду легко проникают в дома и сосут кровь у спящих людей, затем, до крика третьих петухов, возвращаются в свои могилы. Убить упыря, по поверью, можно проткнув его труп осиновым колом. Если и это не помогало, то труп обычно сжигали. Считалось, что упыри вызывают моровые поветрия, неурожаи, засухи. Иван Франко в этнографической заметке «Сожжение упырей в Нагуевичах» описывает, как в 1830-х годах на родине Франко, в селении Нагуевичи, протаскивали через костёр живых людей, заподозрив в них упырей.
Характерная особенность упыря — его необычайно красное лицо (о.-слав.) и глаза (укр., болг.). Краснота сохраняется и после смерти от выпитой крови.

## Соответствия в мифологии других народов
Образ упыря находит некоторые параллели во многих мифологиях: татарской и башкирской — убыр, карачаевской, крымскотатарской, гагаузской — обур, марийской — вувер, чувашской — вубар, удмуртской — убыр, коми-зырянской — упыр.
Несмотря на созвучие, по мнению М. Фасмера, родство этих слов с упырь сомнительно в фонетическом отношении.

## В художественной литературе
«Вы их, Бог знает почему, называете вампирами, но я могу вас уверить, что им настоящее русское название: упырь; а так как они происхождения чисто славянского, хотя встречаются во всей Европе и даже в Азии, то и неосновательно придерживаться имени, исковерканного венгерскими монахами, которые вздумали было всё переворачивать на латинский лад и из упыря сделали вампира. Вампир, вампир — повторил он с презрением, — это всё равно что если бы мы, русские, говорили вместо привидения — фантом или ревенант!»
- Русская народная сказка «Упырь» в обработке А. Н. Афанасьева[35].
- Пролог «Упырь» (1823; на русском языке вышел в 1861 и 1865 годах)[36] в поэме Адама Мицкевича «Дзяды» (1823—1860).
- Повесть «Упырь» (1841) А. К. Толстого.
- Понятие «Упырь» есть и у братьев Стругацких в «Понедельник начинается в субботу», в кратком послесловии и комментариях и. о. заведующего вычислительной лабораторией НИИЧАВО младшего научного сотрудника А. И. Привалова: «Кровососущий мертвец народных сказок. Не бывает. В действительности упыри (вурдалаки, вампиры) — это маги, вставшие по тем или иным причинам на путь абстрактного зла. Исконное средство против них — осиновый кол и пули, отлитые из самородного серебра. В тексте слово „упырь“ употребляется везде в переносном смысле[37]».

## В кинематографе
- 1967 — «Вий» по одноимённой повести Н. В. Гоголя. Режиссёры Константин Ершов и Георгий Кропачёв (СССР);
- 1967 — «Упырь», экранизация повести А. К. Толстого. Режиссёр Станислав Ленартович, в ролях Я. Махульский, А. Заверушанка (Польша);
- 1991 — «Пьющие кровь» режиссёра Евгения Татарского (СССР);
- 1997 — «Упырь» режиссёра Сергея Винокурова (Россия).

## Другие значения
В переносном значении упырь — злой, упрямый и строптивый человек. Зафиксировано бытование неканонического имени Упырь — в частности, новгородский священник XI века Упырь Лихой (др.-рус. Оупирь Лихыи), хотя некоторые историки считают это имя транслитерацией шведского имени Эпир (швед. Ofeigr Öpir).